# نساردیره سفلی
نساردیره سفلی ، روستایی از توابع بخش مرکزی شهرستان گیلانغرب در استان کرمانشاه ایران است.

## جمعیت
این روستا در دهستان دیره قرار دارد و براساس سرشماری مرکز آمار ایران در سال ۱۳۸۵، جمعیت آن ۴۳ نفر (۹خانوار) بوده‌است.

## تاریخ

### بمب باران شیمیایی
روستای نساردیره و نساردیره سفلی در روز ۳۱ تیرماه ۱۳۶۷ خورشیدی همزمان با بمب باران شیمیایی روستای زرده مورد حمله شیمیایی ارتش عراق قرار گرفت. در این حمله ۴ تن در دم جان سپردند و نزدیک به هزار تن نیز شیمیایی شدند. هم‌اکنون بیشتر ساکنان این روستا مجروح شیمیایی هستند.